# 석보상절
《석보상절》(釋譜詳節)은 1447년(세종 29년)에 석가모니의 일대기와 주요설법을 뽑아 한글로 편역한 서적이다. 불교서적중에 한글로 번역, 편찬된 최초의 책으로 소헌왕후의 명복을 기리기 위해 그의 아들 수양대군이 세종의 명을 받아 만들었다. ‘석보’(釋譜)는 석가모니의 전기(傳記)를 의미하고, ‘상절'(’詳節)은 중요로운 내용은 자세히(詳) 쓰고, 그렇지 않은 내용은 줄여서(節) 쓴다는 뜻이다. 금속 활자에 의한 15세기 한글 산문 자료로서 한국 어학, 한국 문학, 한국 서지학, 한국 불교학에서 귀중한 자료 중의 하나이다.

## 해제
총 24권으로 구성되었을 것으로 추정되지만 현재는 초간본 6권과 복간본 2권만 남아있다. 이 책의 편찬 동기와 목적, 편자 등에 대해서는 『월인석보(月印釋譜)』 1권에 실려 있는 '석보상절 서문'과 '어제월인석보 서문'에 기록되어 있다. 두개의 서문의 내용에 의하면, 《석보상절》은 1446년에 서거한 소헌왕후(昭憲王后, 조선 세종대왕의 정실)의 명복을 기원하기 위하여 세종의 명으로 수양대군(훗날의 세조)이 만든 책이다.
수양대군이 신미(信眉)와 김수온 등의 도움을 받아서 남제(南齊)의 승우(僧祐)가 편찬한 『석가보(釋迦譜)』와 당(唐)의 도선(道詵)이 편찬한 『석가씨보(釋迦氏譜)』를 참조하여 한글로 번역했다고 한다. 그러나 다른 언해 자료와는 달리, 원문인 한문이 기재되어 있지 않는 점, 한글 문장이 다른 언해 자료와 다르게 한문을 직역한 문체가 아닌 점 등을 감안하여 석보상절의 문체는 다른 언해 자료와 비교해서 더 자연스러운 문체에 가까웠다고 추측된다.
<석가보>와 <석가씨보> 이외에 약사유리광여래 본원 공덕경(藥師琉璃光如來本願功德經, 권9에서), 지장보살 본원경(地藏菩薩本願經, 권11에서), 대방편불보은경(大方便佛報恩經, 권11에서), 묘법 연화경(妙法蓮華經, 권13~21에서) 등을 참고하였다.
간행시기를 정확히 알 수 없지만, 월인석보에 실린 '석보상절 서문'이 세종 29년(1447)에 쓰여진것으로 되어 있고, 또 9권의 표지의 기록으로 볼때 세종 29년(1447)에서 세종 31년(1449) 사이에 만들어졌을 것으로 추측된다. 현재 발견된 책중에 마지막 권이 24권으로 30권에 가까운 방대한 것이라고 짐작되지만 현재 8권만 남아있다. 문헌의 내용 자체만으로도 귀중한 가치를 지니고, 특히 한글로 번역한 것이라서 당시 쓰던 국어를 이해하는데 중요한 자료가 된다.

## 서지

### 초간본
총 24권으로 구성된것으로 보이지만 현재까지 발견된것은 총 6권이다. 국립중앙도서관에 4권 4책(권6, 9, 13, 19), 동국대학교 도서관에 2권 2책(권23, 24)이 있다. 2권 2책(권20, 21)은 이건희가 소유하고 있다가 2021년 국가에 기증한 것이다. 중앙박물관 소장본은 황해도의 어느 사찰에서 탑장품으로 발견된 것을 1935년에 에다 도시오(江田敏雄) 씨가 입수하여 세상에 소개한 것이다. 동국대 소장본은 충북 보은군 속리산 법주사(法住寺)에 있었던 것이 충북 청주시 용화사(龍花寺)를 거쳐 1966년에 경기도 안성군 칠장사(七長寺)로 전해져 세상에 알려지게 된 것이다. 초간본 6책은 1970년 12월 30일에 보물 523호로 지정되었다(중앙도서관본: 보물 제523-1호, 동국대본: 보물 제523-2호).
- 활자: 동활자
  - 한자 활자는 갑인자(甲寅字) 대자와 소자가 사용되었다. 대자는 본문에, 소자는 협주에 사용되었다.
  - 한글 활자는 대자, 중자, 소자 세 가지가 사용되었다. 대자는 본문에, 중자는 협주에, 그리고 소자는 본문과 협주의 한자 독음(동국정운식 한자음)에 사용되었다. 한글 자형은 훈민정음 해례가 ‘ㅏ, ㅓ, ㅗ, ㅜ’ 등의 짧은 막대기를 동그라미 모양이었던 데 반해 《석보상절》에서는 현대 활자처럼 짧은 막대기로 되어 있다.
- 체재
  - 판광(版匡): 세로 22.1cm, 가로 15.9cm(권6:1a), 사주단변(四周單邊), 무계(無界)
  - 판심(版心): 상하 대흑구(上下大黑口), 상하 내향 흑어미(上下內向黑魚尾)
- 행수, 자수: 반엽(半葉) 8행, 1행 15자

각 권의 상태는 다음과 같다.
- 권6 ― 권말에 월인천강지곡 7장이 수록되어 있음
- 권9 ― 20장 뒷면 제1행 후반이 결락되어 있음
- 권13 ― 결락 없음
- 권19 ― 26장 앞면 제1~4행이 결락되어 있음
- 권23 ― 1~2장이 낙장
- 권24 ― 53장 이후 낙장

중앙도서관 소장본(권6, 9, 13, 19)은 교정본으로, 한자음 표기를 중심으로 주필(朱筆)로 교정한 흔적이 남아 있다.

### 복간본
복간본은 아래와 같은 목판본 2권 2책이 있다. 둘다 새김이 조잡하고 약간의 오각이 있다.
- 권3 ― 천병식(千柄植) 교수 소장본. 1561년에 전북 무량사(無量寺)에서 개판(開版)된 복각본임. 유계(有界).
- 권11 ― 심재완(沈載完) 교수 소장본. 간행 시기 불명. 16세기 경으로 추정됨. 경기도 용인시 호암미술관 소장. 1970년 12월 30일에 보물 제523-3호로 지정됨.

## 같이 보기
- 훈민정음
- 월인석보
- 월인천강지곡
- 세종
- 소헌왕후
- 세조

## 참고 문헌
- 李浩權, “석보상절의 서지와 언어”, 國語學叢書39, 國語學會, 2001년
- 석보상절 - 국가유산청 국가유산포털